# Hemispheres (magazine)
Pour les articles homonymes, voir Hemispheres.
Hemispheres est un magazine inflight mensuel édité par la compagnie aérienne américaine United Airlines pour être distribué gratuitement à bord de ses avions de ligne pendant leurs vols passagers.